# Bielawino
Bielawino – dawny zaścianek i folwark. Tereny na których leżały znajdują się obecnie na Białorusi, w obwodzie mińskim, w rejonie miadzielskim, w sielsowiecie Miadzioł.
Nazwa dawniej używana – Bielawin.

## Historia
W czasach zaborów ówczesna wieś w granicach Imperium Rosyjskiego.
W dwudziestoleciu międzywojennym zaścianek i folwark leżały w Polsce, w województwie wileńskim, w powiecie duniłowickim (od 1926 postawskim), w gminie Miadzioł.
Według Powszechnego Spisu Ludności z 1921 roku i z 1931 zamieszkiwało:
- zaścianek  – 17 osób, 7 było wyznania rzymskokatolickiego a 10 prawosławnego. Jednocześnie 7 mieszkańców zadeklarowało polską przynależność narodową a 10 białoruską. Były tu 4 budynki mieszkalne[2]. W 1931 w 1 domach zamieszkiwało 20 osób[3].
- folwark  – 10 osób, wszystkie były wyznania rzymskokatolickiego i zadeklarowały polską przynależność narodową. Był tu 1 budynek mieszkalny[2]. W 1931 w 1 domu zamieszkiwało 9 osób[3].

Wierni należeli do parafii rzymskokatolickiej w Miadziole i prawosławnej w Niekasiecku. Podlegała pod Sąd Grodzki w Miadziole i Okręgowy w Wilnie; właściwy urząd pocztowy mieścił się w Miadziole.
W 1938 roku miejscowość należała do gromady Niekasieck gminy Miadzioł.